# Sinosia inornata
Sinosia inornata är en fjärilsart som beskrevs av William Schaus 1914. Sinosia inornata ingår i släktet Sinosia och familjen nattflyn. Inga underarter finns listade i Catalogue of Life.